# Stolco
Stolco is een Duits historisch merk van motorfietsen.
De bedrijfsnaam was: Stollstein & Co., Stuttgart.
Stolco was een van de honderden kleine Duitse merken die ontstonden tijdens de "Motorboom" die na de Eerste Wereldoorlog ontstond. Het was het gevolg van de enorme vraag naar goedkope vervoermiddelen die in het Verenigd Koninkrijk al meteen na de oorlog begon, maar in Duitsland pas rond 1922. Toen startte ook Stolco haar productie. Om kosten te besparen ontwikkelde men geen eigen motor, maar kocht men 148cc-inbouwmotoren bij het merk Grade uit Magdeburg. 
Door het grote aantal fabrikanten was de concurrentie heel groot en de markt snel verzadigd. Men moest klanten in de eigen regio vinden en zeker rond een grote stad als Stuttgart waren tientallen kleine motorfabrikanten te vinden. Het gros ging dan ook weer snel ter ziele en Stolco beëindigde de productie van motorfietsen in 1924.  